# Agnitosternum
Agnitosternum is een kevergeslacht uit de familie van de boktorren (Cerambycidae). De wetenschappelijke naam van het geslacht werd voor het eerst geldig gepubliceerd in 1894 door Jordan.

## Soorten
Agnitosternum is monotypisch en omvat slechts de volgende soort:
- Agnitosternum apicale Jordan, 1894